# Белая (Сморгонский район)
Бе́лая (бел. Бе́лая, пол. Biała) — деревня в Сморгонском районе Гродненской области Беларуси. Входит в состав Залесского сельсовета.

## География
Расположена на берегах реки Бяла, неподалёку от места её впадения в Вилию. Расстояние до районного центра Сморгонь по автодороге — около 5 км, до центра сельсовета агрогородка Залесье  по прямой — 5 км. Ближайшие населённые пункты — Клиденяты, Михневичи, Сукневичи. Площадь занимаемой территории составляет 0,2375 км², протяжённость границ 5990 м.

## История
Деревня отмечена на карте Шуберта (середина XIX века) под названием Бяла в составе Сморгонской волости Ошмянского уезда Виленской губернии. В 1865 году Белая насчитывала 43 ревизских души.
После Советско-польской войны, завершившейся Рижским договором, в 1921 году Западная Белоруссия отошла к Польской Республике и деревня была включена в состав новообразованной сельской гмины Сморгонь Ошмянского повета Виленского воеводства.
В 1938 году Белая насчитывала 26 дымов (дворов) и 145 душ.
В 1939 году, согласно секретному протоколу, заключённому между СССР и Германией, Западная Белоруссия оказалась в сфере интересов советского государства и её территорию заняли войска Красной армии. Деревня вошла в состав новообразованного Сморгонского района Вилейской области БССР. После реорганизации административного-территориального деления БССР деревня была включена в состав новой Молодечненской области в 1944 году. В 1960 году, ввиду новой организации административно-территориального деления и упразднения Молодечненской области, Белая вошла в состав Гродненской области.

## Население
| 1938 | 1999 | 2009 |
| ---- | ---- | ---- |
| 145  | 94   | 92   |

## Транспорт
Через деревню проходит автодорога республиканского значения Р106 Молодечно — Сморгонь. Двумя километрами западнее Белой располагается железнодорожная платформа Белосельский на участке Молодечно — Гудогай Минского отделения Белорусской железной дороги. Через деревню проходит маршрут рейсового автобуса Сморгонь — Молодечно.

## Инфраструктура
В двух с половиной километрах к юго-востоку от деревни находится предприятие Сморгоньсиликатобетон.

## Достопримечательность
В 1990-е года в деревне был установлен памятник жертвам двух мировых войн, линии фронтов которых проходили в непосредственной близости от деревни. 
У берега Вилии расположен памятник природы — валун Богатырь (бел. Асілак).